# Parrotiopsis involucrata
Parrotiopsis involucrata là một loài thực vật có hoa trong họ Hamamelidaceae. Loài này được (Falc. ex Nied.) C.K. Schneid. miêu tả khoa học đầu tiên năm 1905.